# Stian Fredheim
Stian Edvardsen-Fredheim (født 23. marts 2003 i Kristiansand) er en cykelrytter fra Norge, der kører for Uno-X Mobility.